# Silverpit-kráter
A Silverpit-kráter az Egyesült Királyság közelében, az Északi-tenger alján található eltemetett képződmény. A kráterszerű alakzatot, melyet egy olajkutató expedíció során végzett szeizmológiai rutinvizsgálat alkalmával fedeztek fel, a halászok generációi által jól ismert közeli Silver Pit nevű (magyarul: ezüst gödör) tengeri árok után nevezték el. 2002-ben jelentették be először annak lehetőségét, hogy a képződmény egy becsapódási kráter.
Ha a feltételezés helyes, akkor ez az első ismert becsapódási kráter, amit az Egyesült Királyság közelében fedeztek fel. Ezzel szemben azonban vannak olyan vélemények, amelyek más eredetet tesznek fel. A korát 74–45 millió évre (a késő kréta–eocén időszakok közé) becsülik.
A kráter jelentősége abban mutatkozik meg, hogy a feltételezett meteorit vagy üstökös a sekély tengerbe, a tengerfenéken elhelyezkedő lágy iszapba csapódott be. A becsapódás nyomán keletkezett formák megkövültek és így a mai napig épen maradtak. Emiatt szinte eredeti formájában lehet vizsgálni szerkezetét, ellentétben a szárazföldön található kráterekkel, melyeket az erózió pusztító hatása miatt sokkal nehezebb.

## Felfedezése

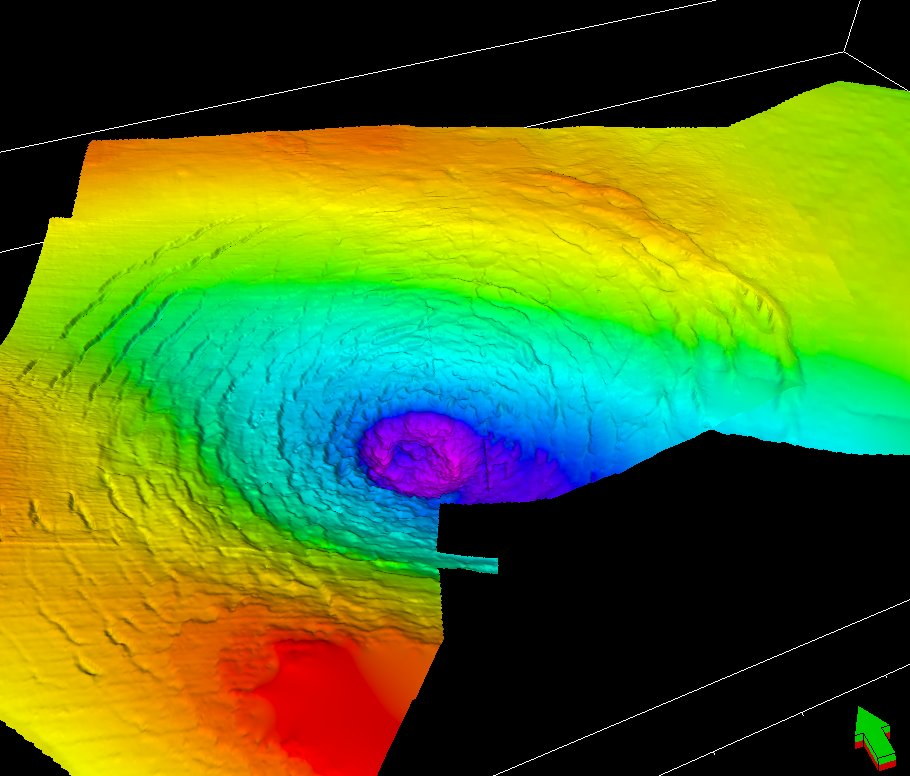
Perspektivikus nézet a felső mészkőfelület, északkeleti irányba néző részéről, melyen látható a központi kráter és az azt körülvevő gyűrűk. A hamis színek a mélységet jelölik (vörös/sárga=sekély; kék/lila=mély) (Készítette: Phil Allen (PGL) és Simon Stewart (BP))

A krátert a BP kőolajkutató geológusa, Simon Stewart és a Production Geoscience Ltd-nél dolgozó Philip Allen fedezte fel, szeizmikus adatok rutinelemzése során, természetes gázlelőhelyek keresése közben, a Humber tölcsértorkolattól 130 kilométerre.
Allen több szokatlan koncentrikus gyűrűt vett észre, melyek úgy néztek ki, mintha egy becsapódás során jöttek volna létre. Mivel nem volt tapasztalata a hasonló képződményekkel, feltett egy róluk készített képet az irodája falára, abban reménykedve, hogy valaki más majd magyarázattal szolgál a rejtélyre. Stewart más okból kifolyólag a Production Geoscience-nél járt látogatóban, amikor meglátta a képet, és felvetette, hogy talán egy becsapódás nyoma lehet. A kráter felfedezése és a becsapódással kapcsolatos elképzelés 2002-ben a Nature című folyóiratban jelent meg.
A Silverpit-krátert a Silver Pit halászterület után nevezték el, melyen található. A név a halászoktól származik, akik úgy gondolták, hogy a nagy és hosszú északi-tengeri bemélyedés egy ősi folyómeder, ami a kainozoikumi eljegesedés idején alakult ki, amikor a tengerszint még alacsonyabb volt.
Csupán három évvel a felfedezés bejelentése után vetődött fel, hogy az Északi-tengerből származó adatok jó eséllyel bizonyítékot tartalmazhatnak egy becsapódási kráterre vonatkozóan: egy kráter Földön való kialakulásának esélyét és az Északi-tenger méretét figyelembe véve a térségben létrejövő kráterek várható értéke 1 lehet.
A kráter jelenleg egy több mint 1500 méter vastag üledékes réteg alatt fekszik, amely az Északi-tenger medrét alkotja, körülbelül 40 méteres mélységben. A kutatások alapján a képződmény keletkezésének idején a terület 50–300 méteres mélységben helyezkedett el.

## Eredet
A kráter eredete jelenleg viták tárgyát képezi a Geoscience közösségen belül, a só kivonódását és a meder széthúzódását valószínűsítő elméletekkel együtt, melyek növelik a kétséget a Silverpit becsapódás általi keletkezését illetően.

### Bizonyíték a becsapódási eredetre
Allen és Stewart más lehetőségeket is megvizsgált és elvetett a kráter kialakulására vonatkozóan. A vulkanizmust kizárták, mert nem voltak mágneses anomáliák a kráternél, melyekre számítani lehetne, ha kitörések történtek volna. A kráter alatt elhelyezkedő só kivonódása ismert kráterképződési folyamat, ezt azonban szintén kizárták, mert a kráter alatti triász és perm időszaki rétegek háborítatlannak tűnnek. Újabb, komoly becsapódási eredetre utaló jelzés a középső kiemelkedés, ami nehezen alakulhat ki anélkül hogy egy meteorit be ne csapódna.

### Bizonyíték az egyéb értelmezésekre
A John R. Underhilltől, az Edinburgh-i Egyetem geológiaprofesszorától származó régebbi szeizmikus adatok alaposabb elemzése ahhoz az állításhoz vezetett, hogy a mélyből történő anyagkivonódás valójában jobb magyarázatot ad a keletkezésre. Underhill úgy találta, hogy a perm időszakig (mintegy 250 millió évvel ezelőttig) visszamenően valamennyi kőzetréteg szinklinálisan (lefelé) meggörbült, és a korszakhoz tartozó rétegek elvékonyodtak, ami arra utal, hogy a kráter akkor alakult ki, amikor a perm időszaki üledékek voltak legfelül.
A középső kiemelkedést, ami úgy tűnt, komoly bizonyíték a becsapódási elmélet mellett, Underhill félreérthetőnek tartotta. Szerinte ezt csupán a leképezőrendszer hozta létre, ám Stewart és Allen későbbi szeizmikus tükröző leképezése igazolta a jelenlétét.
2007-ben, Underhill további olyan bizonyítékokat mutatott be, amelyek az állítása szerint nem a becsapódási elméletet igazolják. Miután elemezte azokat a szeizmikus adatokat amik egy nagyobb területről származtak, kijelentette, hogy a Silverpit több jellemzője is hasonló a perm időszak zechsteini periódusának sókivonódásához. Az eredményt 2007 áprilisában mutatták be az Olajkutató Geológusok Amerikai Szövetségének (American Association of Petroleum Geologists) éves találkozóján.

## Szerkezet

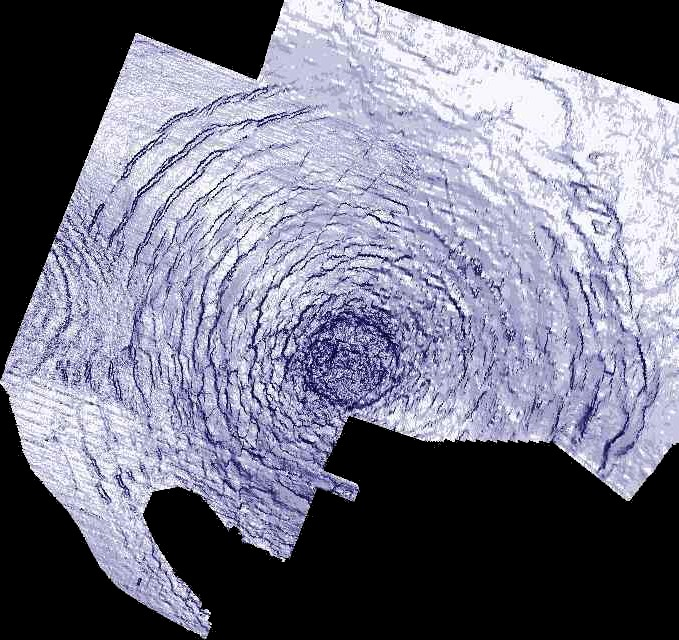
A szeizmikus adatok kimutatják a krátert és koncentrikus gyűrűinek szerkezetét (Készítette: Phil Allen (PGL) és Simon Stewart (BP))

A Silverpit-kráter körülbelül 3 kilométer széles a kréta időszak legfelső szintjénél. Egy szárazföldi kráterhez képest szokatlan módon koncentrikus gyűrűk veszik körül, melyek sugara a 10 kilométert is eléri. E gyűrűk révén a kráter megjelenése hasonló a Jupiter holdján, a Callistón levő Valhalla-kráterhez és az Europa krátereihez. Normális esetben a többszörös gyűrűvel rendelkező kráterek sokkal nagyobbak a Silverpitnél, és így, ha a becsapódási elmélet helyes, a Silverpit gyűrűinek eredete vitás marad. Bonyolítja a helyzetet az, hogy majdnem minden ismert becsapódási kráter a szárazföldön található, ugyanis bár tény, hogy a Földnek ütköző tárgyak kétharmada óceánokba és tengerekbe zuhan, a vízbe való becsapódások kevésbé kimutathatók, mint a szárazföldiek. A Chesapeake-öböl becsapódási kráterével összevetve talán ez a legalaposabban tanulmányozott tengeri becsapódási terület.
Lehetséges, hogy az ütközés egy gömb formájú részt vájt ki a lágy anyagból, ami középtájt be is süppedt, koncentrikus köröket hozva létre. Ahhoz hogy ez megtörténjen, a lágy anyagnak vékony rétegűnek, a felszínén pedig törékenynek kellett lennie. A szilárd kérgű mobilis anyag leginkább jéggel borított holdként képzelhető el, de a Naprendszerben az ilyen felépítésű sziklás területek ritkán fordulnak elő. Felvetődött az is, hogy az összenyomódott felszín alatti mészkő is alkothatott mobilis réteget.

## A becsapódás
A kráter méretéből és az ütköző tárgy sebességének megbecsléséből kiszámítható a becsapódó tárgy mérete. Mivel a becsapódó tárgyak sebessége nagyjából 20 és 50 km/s közé esik, a Silverpit-krátert létrehozó tárgy átmérője 120 méter, a tömege pedig 2,0×109 kilogramm lehetett, ha kőzetből állt. Ha üstökös lett volna, a kráternek nagyobbnak kellene lennie.
Összehasonlításképpen a Chicxulub-krátert létrehozó tárgy körülbelül 9,6 kilométer átmérőjű volt, az 1908-as tunguszkai eseményt kiváltó meteoritról vagy üstökösről pedig úgy vélik, hogy 60 méter átmérőjű és 4×108 kilogramm tömegű lehetett.
Egy 120 méter átmérőjű tárgy több km/s-os sebességgel történő tengerbe csapódása óriási cunamikat indíthat el. A tudósok jelenleg bizonyítékot keresnek a környező területeken a nagy méretű cunamikra vonatkozóan, a kráter keletkezésének idején.

## Kor
A kráter tengeraljzati kőzet- és üledékrétegekben való elhelyezkedése felhasználható a korának megbecsléséhez; a kráter kialakulása előtti üledéket a becsapódás felkavarta, a későbbit azonban már nem. Allen és Stewart a felfedezésükről írt cikkükben azt állították, hogy a Silverpit kréta időszaki mészkőben és jura időszaki agyagpalában alakult ki, és egy érintetlen harmadidőszaki üledékréteg fedi. A kréta időszak 65 millió évvel ezelőtt véget ért, de úgy tűnik, hogy a fúrólyukak közelében a legalsó harmadidőszaki üledékek hiányoznak. Emiatt a Silverpit-esemény korát kezdetben 60–65 millió évvel ezelőttre becsülték, a szeizmikus adatok részletesebb értékelése után azonban a becslést Allen és Stewart 74–45 millió évre (a késő kréta és az eocén időszakok idejére) korrigálta.
A kráter korának megbecsléséhez használt sztratigráfiai módszer elég pontatlan, és az eredményt Underhill becsapódás nélküli elmélete is megkérdőjelezi. A becsapódási eredetet elfogadva felmerülnek egyéb kormeghatározási lehetőségek is, például a tektit és más kilökődött anyagok, vagy a feltételezett cunamik lerakódásaira utaló bizonyítékok felkutatásával (ez utóbbiak talán mindenütt megtalálhatók az Északi-tenger medrében). E bizonyítékok, amellett, hogy pontosabb kormeghatározást tesznek lehetővé, erősíthetik a becsapódási elméletet is. Két közelben végzett olajfúrás során áthatoltak a gyűrűrendszeren és talajmintákat hoztak a felszínre, ezeket azonban még nem elemezték.
A kráter központjából vett minták elemzése szintén segíthet a kormeghatározásban, illetve támogathatja a keletkezésével kapcsolatos egyik elméletet; ennek elvégzéséig a Silverpit-kráter becsapódási eredete nem bizonyított.

## Egy többszörös becsapódás része?

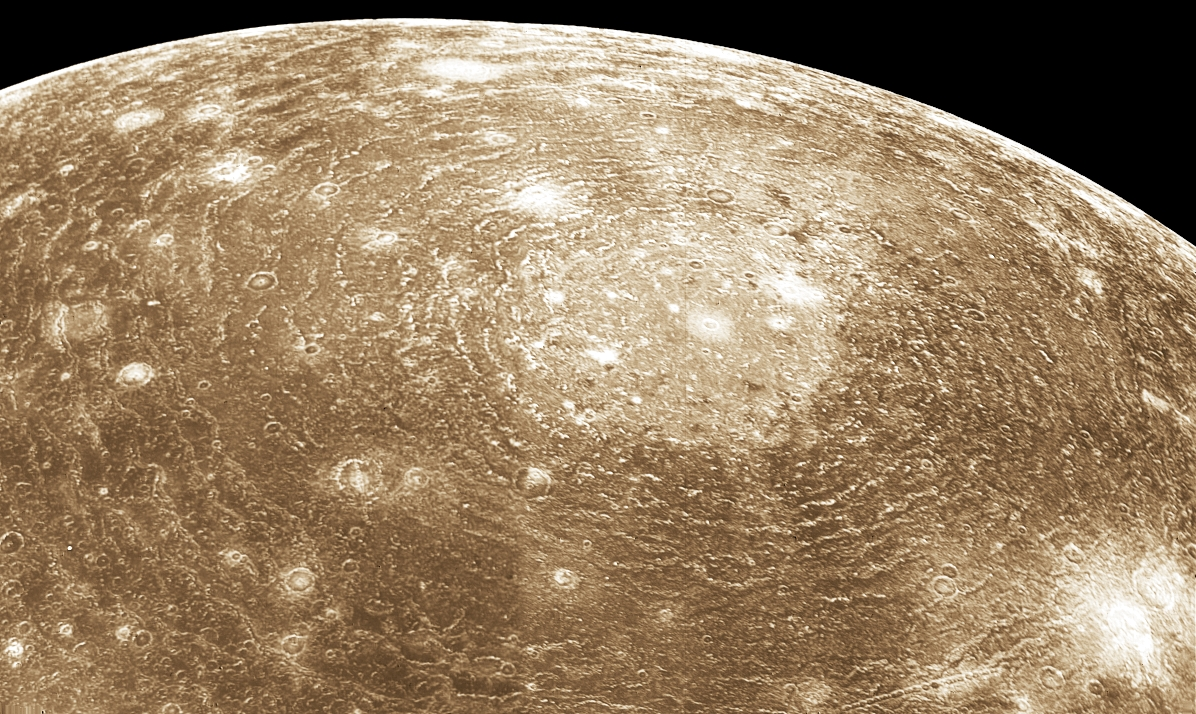
Úgy tűnik, hogy a Silverpit jobban hasonlít a Jupiter holdján, a Kallisztó-n levő Valhalla-kráterre, mint a Földön található szárazföldi kráterekre

A Silverpit korát eleinte 60–65 millió évre becsülték, tehát körülbelül a Chicxulub-becsapódás idejére, ami nagyjából 65 millió évvel ezelőtt történt és a becsapódási elmélet szerint nagy mértékben közrejátszott a dinoszauruszok kipusztulásában. Több más, hasonló korú, nagy méretű becsapódási krátert is találtak, a 20. és a 70. szélességi körök között, melyek kapcsán felvetődött az az elképzelés, hogy a Chicxulub-becsapódás talán csak egy volt a számos egyidőben történt ütközés közül.
A Shoemaker–Levy 9 1994-es, Jupiterbe való becsapódása igazolta, hogy a gravitációs kölcsönhatások képesek darabokra törni egy üstököst, lehetővé téve, hogy néhány nap alatt több ütközés is történjen. Az üstökösök gyakran kerülnek gravitációs kölcsönhatás alá a gázóriások közelében, ami hasonló eseményekhez vezet, így nagyon valószínű, hogy a múltban is történtek hasonlók. Ez bekövetkezhetett 65 millió évvel ezelőtt is, de erre még nincs elegendő bizonyíték és hiteles forrás sem áll rendelkezésre az alátámasztására. Az eseményhez feltehetően kapcsolódó kráterek kora csak néhány millió éves pontossággal határozható meg. A növekvő bizonytalanság miatt a Silverpit korát 74–45 millió évre becsülik, ami tovább gyengíti az elméletet.

## Lásd még
- becsapódási esemény
- becsapódási kráter
- becsapódási kráterek listája
- európai becsapódási kráterek listája
- Chesapeake-öböli becsapódási kráter
- tűzgömb
- Shoemaker–Levy 9 üstökös

## Fordítás
- Ez a szócikk részben vagy egészben  a   Silverpit crater című angol Wikipédia-szócikk ezen változatának fordításán alapul.  Az eredeti cikk szerkesztőit annak laptörténete sorolja fel. Ez a jelzés csupán a megfogalmazás eredetét és a szerzői jogokat jelzi, nem szolgál a cikkben szereplő információk forrásmegjelöléseként.